# Metapioplasta microptera
Metapioplasta microptera is een vlinder van de familie van de uilen (Noctuidae). De wetenschappelijke naam van deze soort is voor het eerst voorgesteld als Acontia microptera door Paul Mabille in een publicatie uit 1879.
De soort komt voor op de Comoren en Madagaskar en in India.